# 苏丹马赫穆德·巴达鲁丁二世国际机场
苏丹马赫穆德·巴达鲁丁二世国际机场是印度尼西亚南苏门答腊省巨港的一座国际机场，坐落在苏卡拉美区境内。机场得名于末任巨港苏丹马赫穆德·巴达鲁丁二世。

## 历史
1920年，塔朗贝图图机场开始建设，作为福克飞机从欧洲飞来的一个降落点，这是一座配备无线测向设备和其他地面基础设施的海关机场。第二次世界大战时期，机场被盟军称呼为“巨港P1”，或简称P1。1942年至1943年间，日本军队重建巨港机场。到1963年，塔朗贝图图机场成为一座军民共用的机场。1975年8月21日改为民航机场。到80年代初，机场是雅加达飞往棉兰和新加坡的一个中转点。1985年4月3日，所有民航飞行活动搬迁至现在的苏丹马赫穆德·巴达鲁丁二世机场，塔朗贝图图机场停用。1991年4月1日移交印尼第二机场公司管理。
2003年9月18日，苏南省为了竞争2004年国家体育周的东道主，开始对苏丹马赫穆德·巴达鲁丁二世机场进行升格改造，机场升级为国际机场。整个升级改造耗资3,667亿印尼盾，从日本国际协力银行贷款2,519亿印尼盾，国家预算资金出资1,148亿印尼盾。机场跑道在升级工程中延长了300米，跑道长宽达到3,000米 x 60米。建设停车场面积20,000平方米，可以容纳1,000辆车停放。新航站楼也在2005年9月27日启用，建筑共有三层，面积13,000平方米，可以容纳1,250名旅客。升级改造完成后的机场可以为空客A330、波音747、波音777等宽体飞机提供服务。
为了服务2018年亚洲运动会，机场于2016年开始了第二次升级改造。停机坪扩建到可以容纳19架飞机。航站楼也从既有的34,000平方米扩建到115,000平方米，年客运承载量达到900万人次。

## 航空公司和目的地
| 航空公司                                      | 目的地                                                               |
| --------------------------------------------- | -------------------------------------------------------------------- |
| 亚洲航空                                      | 吉隆坡－国际                                                         |
| 巴泽航空                                      | 雅加达－哈林、雅加达－苏哈                                           |
| 连城航空                                      | 万隆、巴淡岛、雅加达－哈林、雅加达－苏哈、三宝垄、泗水               |
| 嘉鲁达印尼航空                                | 雅加达－苏哈 朝觐：吉达                                              |
| 嘉鲁达印尼航空 由探索航空和探索喷射机航空运营 | 班达楠榜、巴淡岛、明古鲁、巴厘岛、占碑、棉兰、巴东、邦加槟港         |
| 捷星亚洲航空                                  | 新加坡                                                               |
| 狮子航空                                      | 巴淡岛、雅加达－苏哈、棉兰、邦加槟港、泗水、日惹 季节性：吉达        |
| 楠航空                                        | 雅加达－苏哈、邦加槟港、日惹                                         |
| 三佛齐航空                                    | 雅加达－苏哈                                                         |
| 飞翼航空                                      | 班达楠榜、明古鲁、占碑、卢布林高、巴东、帕加拉兰、邦加槟港、北干巴鲁 |
| 快速航空                                      | 万隆、日惹                                                           |

## 事故
1975年9月24日，嘉鲁达印尼航空150号班机在降落塔朗贝图图机场时坠毁，事故原因是糟糕的天气和大雾，机上共61人，事故死亡25人，包括一名地面人员。

## 地面交通

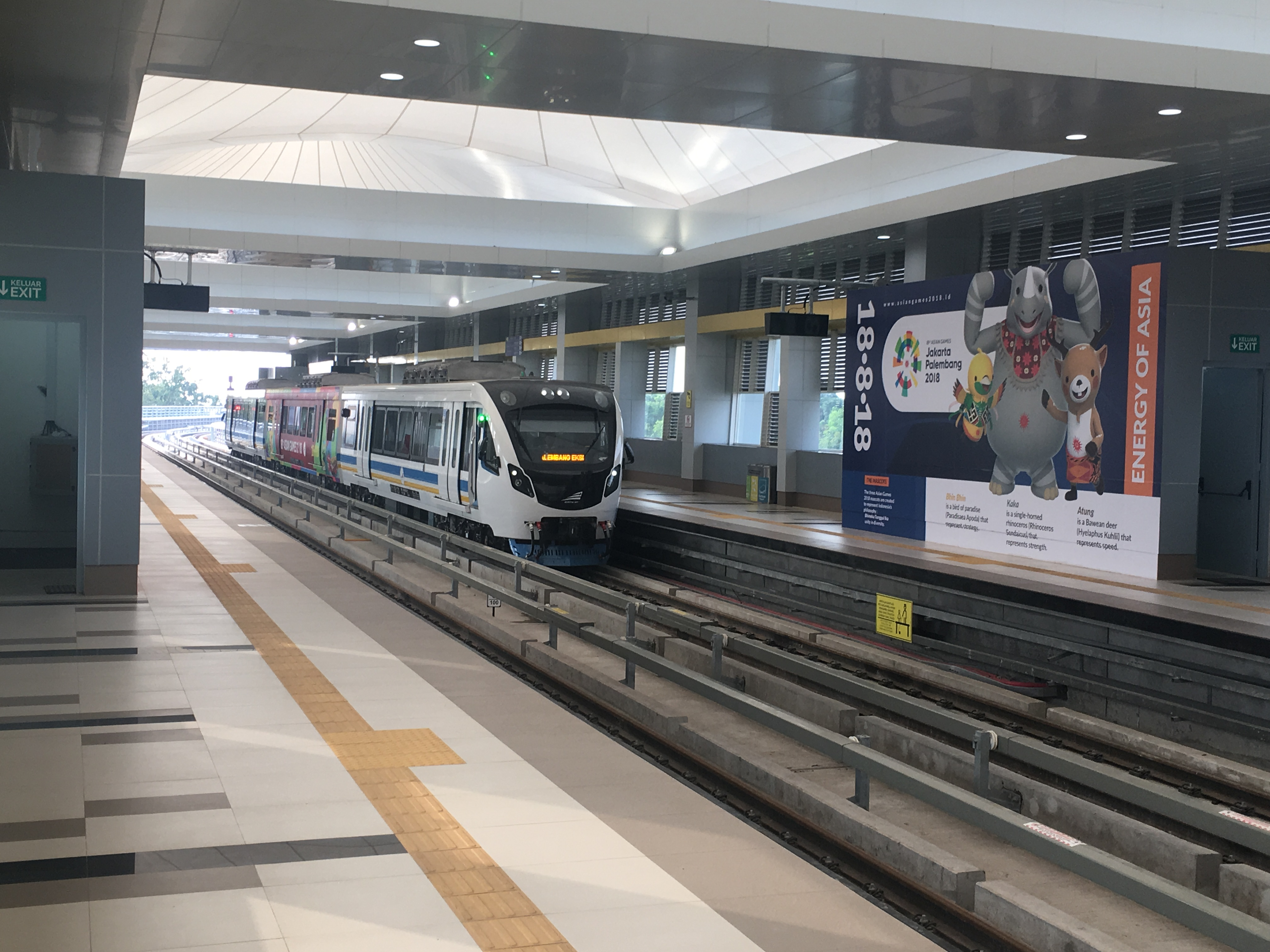
巨港轻轨上的机场站 (巨港)

为了服务2018年亚洲运动会，政府修建了巨港轻轨连接机场和查卡峇灵体育城。到2018年亚运会开始时，尚有部分轻轨站未开通运营，到2018年10月18日，全线13个车站全部投入运营。机场轻轨站为机场提供服务。轻轨的票价分为两种，不涉及机场站的单程票价为5,000盾，涉及机场站的单程票价则为10,000盾。
巨港-印德拉拉雅收费公路正在建设中，该高速公路将连接巨港机场。
- 第一路段：巨港至巴慕鲁丹（Pamulutan），全长7.75公里，已于2017年10月12日投入运营。
- 第二路段：巴慕鲁丹至兰布坦（KTM S. Rambutan），全长4.90公里，2018年3月投入运营。
- 第三路段：兰布坦至印德拉拉雅（Indralaya），全长9.28公里，2017年12月投入运营[16]。